# Marguerite-Marie Alacoque
Marguerite-Marie Alacoque, född 22 juli 1647 i Verosvres, Saône-et-Loire, död 17 oktober 1690 i Paray-le-Monial, Saône-et-Loire, var en fransk nunna och mystiker. Hon vördas som helgon inom Romersk-katolska kyrkan med minnesdag den 16 oktober. Hennes visioner är upphovet till den katolska kulten av Jesu heliga hjärta i dess moderna form.

## Biografi
Marguerite-Marie Alacoque föddes i den lilla byn L'Hautecour, som idag ingår i kommunen Verosvres.
Det berättas att Alacoque från tidig barndom visade stark kärlek till det välsignade sakramentet (eukaristin) och att hon föredrog tystnad och bön framför barnlekar. Hon skall ha varit förlamad i fyra år men botades sedan, som hon uppgav, av Jungfru Maria. Hon bytte av den anledningen sedan namn till Marie och avlade ett löfte att ägna sitt liv åt att tjäna Jungfru Maria. 

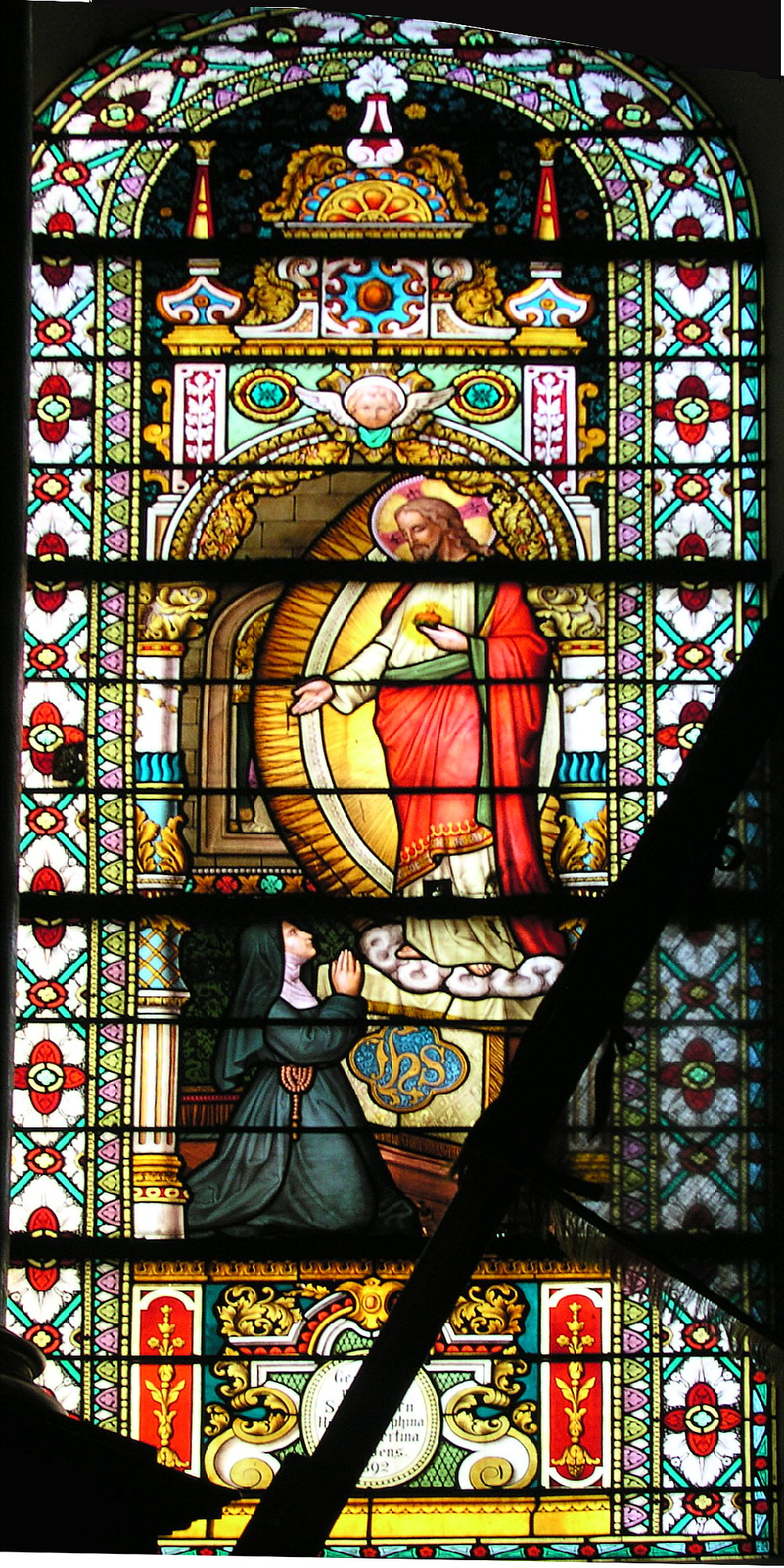
Glasmålning föreställande den knäböjande Marguerite-Marie Alacoque inför Jesus Kristus.

Alacoque inträdde 1671 i Visitationssystrarnas kloster i Paray-le-Monial. Hon fick den 16 juni 1675 en uppenbarelse av Jesus. Han visade henne sitt av eld flammande och av törnen krönta heliga hjärta och sade: "Se Hjärtat, vilket så mycket älskar människorna". Han bad henne att upprätta en festdag för det heliga hjärtat. 
Den förste som trodde på Alacoques uppenbarelser var en ung jesuitpräst, Claude de la Colombière, som blivit utsedd till biktfader i klostret. Det var dock inte förrän tio år senare, 1685, som festdagen firades för första gången. Efter hennes död spreds kulten runt Frankrike och till de katolska befolkningarna i ett flertal länder. Jesuiterna vurmade för kulten, som var föremål för kontroverser i kyrkan. 
Alacoques handlingar, uppenbarelser, tänkespråk och uttalanden om det heliga hjärtat genomgick ingående undersökningar och blev så småningom godkända. I mars 1824 förklarade påve Leo XII henne som venerabilis (andra steget i kanoniseringsprocessen) och den 18 september 1864 saligförklarades hon av Pius IX. Hon blev slutligen helgonförklarad av Benedikt XV 1920.
Alacoques korta fromhetsskrift La Devotion au Sacré-Coeur de Jesus publicerades av Jean Croiset 1698 och är populär bland katoliker som tilltalas av religiös mystik. Kulten av Jesu hjärta är en av de mest populära fromhetsutövningarna i Katolska kyrkan.
| ”                                                                 | Jag tror att vår Herres stora längtan att hans heliga hjärta skall hedras på särskilt sätt har det syftet att återlösningens verkan skall förnyas i våra hjärtan. Det heliga hjärtat är en outtömlig källa som inget hellre vill än att flöda över i de ödmjukas hjärtan och göra dem fria och beredda att ge sitt eget liv efter hans vilja. | „ |
| – Ur ett brev från den heliga jungfrun Marguerite Marie Alacoque. | |   |